# 田阳香草
田阳香草（学名：Lysimachia tianyangensis）为报春花科珍珠菜属的植物，为中国的特有植物。分布于中国大陆的广西等地，常生长在石灰岩上，目前尚未由人工引种栽培。